# ツトン地区

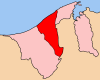
ブルネイにおけるツトン地区の位置

ツトン地区（ツトンちく、Tutong）は、ブルネイの行政区画（マレー語：daerah）の一つ。ブルネイの「地区」は日本における都道府県に相当する。行政庁所在地はプカン・ツトン。

## 地理
この地区は南シナ海の北縁で、東側をブルネイ・ムアラ地区及びマレーシア、西側をブライト地区と接する。人口は35,200人、面積は1,303km2である。
ツトン川（Sungai Tutong）が地区を流れる。
ツトン地区にはブルネイ最大の湖沼タセク・メリンブン（Tasek Merimbun）があり、ASEANの遺産公園に登録されている。

## 郡

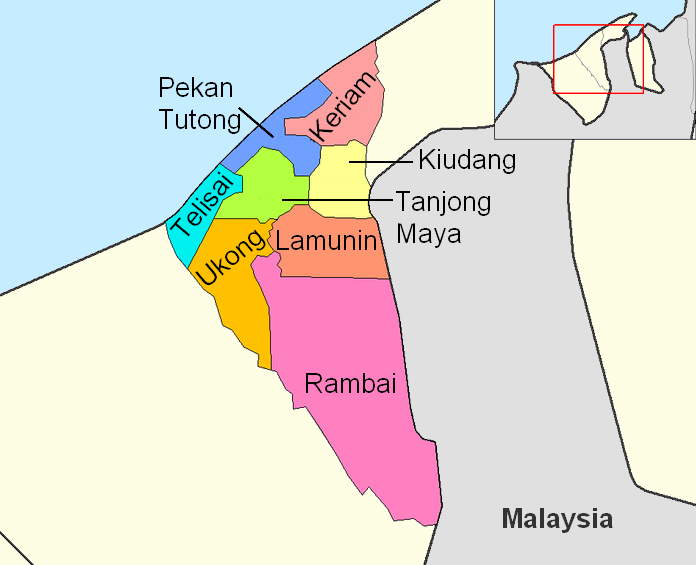
ツトンの郡

ツトン地区は8つの郡（マレー語：mukim）に分けられる。
- ケリアム郡（Keriam）
- キウダン郡（Kiudang）
- ラムニン郡（Lamunin）
- プカン・ツトン郡（Pekan Tutong）
- ランバイ郡（Rambai）
- タンジョン・マヤ郡（Tanjong Maya）
- テリサイ郡（Telisai）
- ウコン郡（en:Ukong）

座標: 北緯4度35分 東経114度40分 / 北緯4.583度 東経114.667度